# Río Umba (Tanzania)
El río Umba se encuentra en el noreste de Tanzania, en la región de Tanga. Nace en el bosque de Schageiu (Shagayu), en las montañas Usambara occidentales, a 2.000 m de altitud, y fluye por el lado norte de la cordillera hacia el este. En Lelwa desemboca en el río Mbalamu, que procede del extremo norte de los montes Usambara, y el río Mglumi. Justo antes de desembocar en el océano Índico, el Umba cruza la frontera con Kenia. La propia desembocadura marca el punto más oriental de la frontera entre Tanzania y Kenia, que en el siglo XIX se hizo en gran parte en línea recta hacia el noroeste, en dirección al lago Victoria. A mediados de la década de 1960 se descubrieron en el curso superior del río ricos yacimientos de piedras preciosas, como zafiros y espesartina. También en el río se encuentra la Reserva de Caza del Río Umba, una reserva de vida salvaje que incluye, junto con la Reserva de Caza de Mkomazi, unos 2.600 km².

## Hidrometría
El caudal del río se ha observado durante 40 años (1963-2003) en Mbuta, un pueblo de unos 40 km por encima de la desembocadura.

El caudal mensual promedio de la estación hidrológica del río Umba de Mbuta (en m³/s) (calculado utilizando los datos para un período de 30 años, 1954-1984) 